# Cephaloscyllium variegatum
Cephaloscyllium variegatum es una especie de peces de la familia Scyliorhinidae en el orden de los Carcharhiniformes.

## Morfología
• Los machos pueden llegar alcanzar los 72 cm de longitud total.

## Hábitat
Es un pez de mar y de clima subtropical que vive entre 114-606 m de profundidad.

## Distribución geográfica
Se encuentra en Australia.